# ALF (serie televisiva)
ALF è una situation comedy con elementi fantascientifici prodotta negli Stati Uniti dalla NBC e andata in onda sulla stessa emittente dal 1986 al 1990  e trasmessa successivamente in Svizzera sulla RTSI e in Italia su Rai 2 dal 1988 al 1991.
La sigla è stata composta da Alf Clausen. Creata da Paul Fusco la serie è composta da centodue episodi suddivisi in quattro stagioni, da cui sono nati successivamente anche due adattamenti animati.
La serie, ispirata al film E.T. l'extra-terrestre del 1982, ha per protagonista Gordon Shumway (chiamato dalla famiglia presso cui atterra Alf, ovvero Alien Life Form), alieno di 229 anni proveniente dal pianeta Melmac dove l'erba è blu, il cielo è verde e il sole porpora. Ricoperto completamente di pelo castano, Alf va ghiotto di gatti e, nonostante l'età, la maggior parte delle volte si comporta in modo molto infantile e arrogante.

## Trama
Seguendo un segnale radio Alf si schianta sul garage della famiglia Tanner che, non sapendo come comportarsi, lo accoglie e lo tiene al sicuro dalla NASA e dai propri vicini, finché i lavori per riparare l'astronave non saranno ultimati. Alf ha abbandonato il suo pianeta natale, Melmac, perché è andato incontro all'apocalisse nucleare (causata dall'accensione contemporanea da parte di tutti gli abitanti del pianeta di un asciugacapelli...) ed è convinto di essere l'unico sopravvissuto della sua specie.
Diventa a questo punto un membro della famiglia Tanner, sempre tenuto nascosto, imparando fin troppo bene a sopravvivere alla monotonia casalinga dedicandosi alla televisione e al cibo. I Tanner sono la classica famiglia americana composta dal capofamiglia Willie Tanner, che lavora per i servizi sociali, sua moglie Kate, la figlia maggiore adolescente Lynn e il piccolo Brian. Successivamente la famiglia Tanner si arricchirà, nell'ultima stagione, di un nuovo membro: il piccolissimo Eric.
Secondo Alf, nell'anatomia dei Melmacchiani sono dieci gli organi considerati come più importanti, otto dei quali sono stomaci. Inoltre, il fatto che la sua specie abbia solo quattro denti renderebbe l'odontoiatria la branca della medicina più semplice da capire. In una delle scene più famose Alf, dopo aver messo sottosopra la casa, si mette a cantare in playback Old Time Rock and Roll di Bob Seger con un cetriolo in mano.

## Produzione
Il titolo originale di ogni episodio è anche il titolo di una canzone. L'ultimo episodio della serie in realtà doveva aprire la strada alla quinta stagione, che non venne però realizzata: in questa stagione la storia si spostava nella base militare dove Alf finiva tenuto in custodia e studiato, come conseguenza del finale della stagione precedente. Nel 1996 questa idea venne utilizzata come base per Il mio amico Alf (t.o. Project: Alf), un film per la TV inteso a fornire una conclusione alla serie, che non ebbe però un grande successo a causa di una realizzazione non troppo brillante e per l'assenza della famiglia Tanner, in quanto il cast originale non partecipò al film.
È stata creata anche una serie a cartoni animati di Alf. Nella serie animata Alf ha i suoi genitori, un fratellino e una sorellina più piccoli. La serie a cartoni animati di Alf è composta da 26 episodi. All'inizio di ogni puntata della serie animata si vede sempre lui in versione vera, seduto su una scrivania a pensare a bei ricordi in cui viveva nel suo pianeta con la sua famiglia. Nel cartone Alf, aveva anche una fidanzata che si chiamava "Stella". Nel telefilm invece la fidanzata si chiama Rhonda. La serie è stata trasmessa in più di ottanta paesi.
Il film Permanent Midnight è basato sul romanzo autobiografico Mezzanotte a vita di Jerry Stahl, uno degli autori di Alf. Nel film si fa riferimento al fatto che Jarry, facesse uso di droghe durante il periodo in cui lavorava ad Alf. Nel film poi, la madre di Jerry è interpretata da Anne Meara che interpretava Dorothy Halligan in Alf.

## Personaggi
- Alf - Paul Fusco (voce) e Mihaly Meszaros (costume), doppiato da Gigi Angelillo
- Willie Tanner - Max Wright doppiato da Gil Baroni
- Kate Tanner - Anne Schedeen doppiata da Manuela Andrei
- Lynn Tanner - Andrea Elson doppiata da Giuppy Izzo
- Brian Tanner - Benji Gregory doppiato da Francesca Rinaldi
- Trevor Ochmonek - John LaMotta
- Raquel Ochmonek - Liz Sheridan
- Dorothy Halligan - Anne Meara (1987)
- Jake Ochmonek - Josh Blake (1988-1990)
- Eric Tanner - Charles Nickerson (1989-1990)
- Neal Tanner - Jim J. Bullock (1989-1990)
- Larry lo psicanalista - Bill Daily

## Episodi
| Stagione         | Episodi | Prima TV USA | Prima TV Italia |
| ---------------- | ------- | ------------ | --------------- |
| Prima stagione   | 26      | 1986-1987    | 1988-1991       |
| Seconda stagione | 26      | 1987-1988    | 1989-1991       |
| Terza stagione   | 26      | 1988-1989    | 1990-1991       |
| Quarta stagione  | 24      | 1989-1990    | 1991            |